# Triptykon
Triptykon eller triptychon (-kån, græsk: trefoldet) er et tredelt billede. I gotikken var det en lille tredelt skrivetavle og særligt en altertavle bestående af et midtparti og to halvt så brede sidefløje, der som døre kan lukkes foran midtpartiet.
Den gotiske altertavletype kendes tidligst i ganske små eksemplarer skårne i elfenbensplader og brugt som rejsealtre, der med pavelig tilladelse kunne bruges af prælater og fyrster. I det lille format kunne tavlerne også have to lige store fløje, diptykon. Da formen ved år 1400 også blev brugt i store alteropsatser, blev triptykon foretrukket som den mest monumentale og kom til at beherske Nordeuropa i 15. og begyndelsen af 16. århundrede. De udførtes som flade træskabe, fyldte med udskårne figurer og på fløjenes ydersider dekoreret med malerier. De kunne udelukkende være malede, og stundom tilføjedes et par yderfløje med malede billeder, så tritykon blev til et pentaptyptikon. Den katolske skik at lukke disse skabe i fastetiden, så de forgyldte relieffigurer skjultes, levede i Danmark endnu efter reformationen.